# Angélica Pecado
Angélica Pecado es una telenovela venezolana producida y transmitida por la cadena de televisión RCTV entre los años 2000 y 2001. Es una historia original de Martín Hahn. 
Está protagonizada por Daniela Alvarado y Simón Pestana, con las participaciones antagónicas de Eileen Abad, Javier Vidal, Hilda Abrahamz, Carlos Arreaza, Nacarid Escalona y Juan Carlos García. Cuenta además con las actuaciones estelares de Jaime Araque, Alba Roversi y Amanda Gutiérrez.
Esta novela constituye la primera parte de la saga de misterio de los asesinos escritas por Martín Hahn siendo sus sucesoras La mujer de Judas en 2002, Estrambótica Anastasia en 2004, La viuda joven en 2011 y Mi ex me tiene ganas en 2012.
En el año 2007 RCTV vuelve a transmitirla en horario vespertino, pero en su Versión Internacional con el tema musical de; La Luz de mis Ojos interpretado por NC-NA. El programa humorístico venezolano Radio Rochela realizó una parodia llamada "Alergica al Pescado".

## Sinopsis
La familia del Ávila es dueña del Hotel Villa del Ávila y de una mansión y está dividida en dos bandos: Los que quieren vender el hotel por el valor de los terrenos y los que se oponen a ello. Cuando Don Diego del Ávila va a anunciar a su sucesor en la administración del hotel, su cuñado Rodrigo Córdova, es asesinado misteriosamente, dando inicio a una cruenta lucha de intereses en la familia.
En medio de esta guerra, llega Angélica Rodríguez a cambiar el rumbo de las cosas. Angélica es una joven campesina que trabaja en la Finca "El Desafío", propiedad recién adquirida por Marcelo Córdova del Ávila, hijo del hombre asesinado y de Natalia del Ávila, hermana de Diego. Marcelo, por su parte, se enamora de Angélica, pero se ve obligado a partir a la capital para formalizar su enlace matrimonial con Malena Vallejo, su prometida, hija del próspero empresario Hugo Vallejo, quien siempre ha querido echar mano del Hotel Villa del Ávila.
Lo que Marcelo desconoce es que de su noche de amor con Angélica ha quedado una huella. Ella se queda con la esperanza de que él arreglará las cosas y regresará, pero pasan los días y Marcelo no vuelve. Ella decide entonces ir a buscarlo, pero al llegar a Caracas, se entera de la verdad: Marcelo se ha casado. Erasmo del Ávila, primo de Marcelo, hijo único y seguro sucesor de Don Diego, le brinda apoyo a Angélica al enterarse de su situación.
A pesar de su embarazo la introduce en la Alta Sociedad para que luche desde ahí por el amor de Marcelo. Ella acepta entonces casarse con Erasmo, el cual le dice a los miembros de la familia que el hijo que espera ella es de él, para cuando el muera por el tumor diagnosticado no le quiten sus derechos de esposa. Luego de casados este se propone lograr la superación de Angélica en todos los ámbitos de su formación personal posibles, ya que Erasmo está consciente de cómo es el mundo donde le va a tocar vivir (discriminación, humillación y ambición), muchas pérdidas se aproximan pues al ser esposa de Erasmo y futura heredera se convierte en el segundo blanco principal del misterioso asesino después de Erasmo y para el cual ella debe estar preparada.
En esta producción siete de los personajes representaban cada uno un pecado capital:
- Malena Valejo = Soberbia (Vanidad)
- Juan María Vallejo = Codicia
- Rebeca del Ávila = Lujuria
- Francisca del Ávila = Gula
- Darío Godoy del Ávila = Pereza
- Roseta Robalo = Envidia
- Hugo Vallejo = Ira

## Elenco
- Daniela Alvarado - Angélica Rodríguez López de Del Ávila
- Simón Pestana - Marcelo Córdova Del Ávila
- Eileen Abad - Malena Vallejo
- Jaime Araque - Erasmo Del Ávila Echeverría
- Alba Roversi - Francisca Del Ávila
- Hilda Abrahamz - Rebeca Del Ávila Echeverría de Godoy
- Javier Vidal - Hugo Vallejo
- Amanda Gutiérrez - Natalia "Nathy" Del Ávila Vda. de Córdova / María de Del Ávila
- Carmen Julia Álvarez - Olga López
- Carlos Villamizar - Diego Del Ávila
- Albi De Abreu - Alex Parra
- Saúl Marín - José Toribio Castellanos
- Margarita Hernández - Rosa Helena de Vallejo
- Carlos Arreaza - Juan María Vallejo
- Eliana López - Tibisay Díaz
- Nacarid Escalona - Roseta Robalo
- Nacho Huett - Lucas
- Ivette Domínguez - Matilde Calderón
- Oswaldo Mago - Valentín Lozada
- Bebsabé Duque - Corina Rodríguez López
- Carlos Guillermo Haydon - Darío Godoy Del Ávila
- Samuel González - Víctor
- Juan Carlos García - Paolo Montesinos
- Yoletti Cabrera - Diana León
- Félix Loreto - Rodrigo Córdova
- Jessica Cerezo - Eleonora Ruiz De la Corte
- José Ángel Ávila - Alejandro Iriarte
- Ileana Alomá - Yuli
- Liliana Meléndez - Oliva
- Jorge Canelón - Cirilo Ochoa
- Carmen Landaeta - Ester Camacho
- Marcos Campos - Pepe
- Natasha Moll - Maximina "Mina"
- Gledys Ibarra - Karen de Colbert / Karina Mogollón
- Manuel Salazar - Jack Colbert
- Mayra Africano - Enfermera Aura
- Elena Toledo - Giovanna
- Henry Castañeda - Dr. Miguel Quintana
- Marielena Pereira - Susana López
- José Rubens - Alfredo Rodríguez
- Javier Paredes - Ricardo Godoy
- Eulalia Siso - Sofía Echeverría de Del Ávila
- Jennifer Rodríguez - Dra. Mónica Angulo
- Alessandra Guilarte - Enfermera Rosa
- Francis Rueda - Terapeuta Taller de Parejas
- María Antonieta Ardila - Ex suegra de Juan María
- Crisol Carabal - Verónica
- José Romero - Antonio
- Vestalia Mejía - Esposa de Valentin
- Ralph Kinnard - Leopoldo
- Mimí Lazo - Ella misma
- Dora Mazzone - Empleada de la tienda
- Rodolfo Renwick - Hombre en el bar
- Jesús Cervó - Gasolinero
- Hans Christopher - Amante de Rebeca
- Leonardo Villalobos - Camionero
- Iván Tamayo - Fiscal desalojo casa de Natalia
- Carlos Arraiz - Estilista
- Jerónimo Gil - Camillero

## Producción
- Titular de Derechos de Autor de la obra original: Radio Caracas Televisión (RCTV) C.A.
- Producida por: Radio Caracas Televisión C.A.
- Vicepresidente de Dramáticos: José Simón Escalona
- Original de: Martín Hahn
- Libretos de: Martín Hahn, Annie Van Der Dys, Valentina Saa, María Antonieta Gutiérrez, Francisco Boza
- Producción Ejecutiva: Leonor Sardi Aguilera
- Dirección General: José Alcalde
- Producción General: Armando Reverón Borges / Ana Vizoso
- Dirección de Arte: Tania Pérez
- Dirección de Exteriores: Yuri Delgado
- Producción de Exteriores: Yenny Morales
- Dirección de Fotografía: Willie Balcázar
- Director de Fotografía Invitado: Rolando Loewestein
- Edición: Tirso Padilla
- Música Incidental: Verónica Faría
- Equipo de Producción: José Manuel Espiño, Yenny Morales, Oscar Chirinos
- Coordinador: Juan González
- Continuidad: Doris Lozada, Anaís Sánchez
- Escenografía: Mario Rinaldi
- Ambientación: Carlos González, Vladimir García, Ileana Potaznik
- Diseño de Vestuario: Oscar Escobar / Carmen Helena Rivas
- Maquillaje: Teresa Quintero, Yudeisy González, Annie Suárez
- Estilistas: Giovanna De Falco, Rosa Lara
- Operador de AVID: Johan Linares
- Asesor Técnico de Sonido: Mario Nazoa
- Musicalización: Rómulo Gallegos / Esnel Noguera
- Gerente de Contenidos Dramáticos: Juan Pablo Zamora
- Gerencia de Administración y Logística de Producción de Dramáticos: Antonio Crimaldi
- Gerencia de Posproducción: Aura Guevara
- Gerencia de Servicios a Producción: Fernando Ferreira
- Gerente de Logística: Ana Carolina Chávez

## Muertes
1 - Rodrigo Córdova: es asesinado por qué le llegó un sobre que decía que Erasmo está sano.
2 - Víctor "El campesino": es asesinado por descubrir la identidad del asesino en el Hall del Hotel.
3 - Erasmo Del Ávila: es asesinado por ser el heredero principal.
4 - Tibisay Díaz: el objetivo era Angélica pero el asesino se confundió.
5 - Eleonora Ruiz De la Corte: es asesinada por celos.
6 - Valentín Lozada: es asesinado por metiche.
7 - Alex Parra: es asesinado por casi descubrir al asesino y firmar el divorcio de Marcelo y Malena.
8 - Paolo Montesinos: es envenenado al caer preso por el atentado a Angélica, fue asesinado por traidor porque sabía la identidad del asesino, ya que él era uno de sus cómplices.
9 - Diego Del Ávila: por no reconocer a Juan María como su hijo.
10 - Jack Colbert: es asesinado por Karen Colbert (Imitadora del cuervo asesino) para cobrar el seguro de vida.
11- Aura "La enfermera": asesinada por Karen porque la delató.
12- Oliva: asesinada por denunciar a Juan María. Fue la muerte que más le dolió al asesino y la que desencadenó su caída.
13- Hugo Vallejo: por basura de persona.
14 - Rebeca Del Ávila: asesinada por robarse la herencia.
15 - Juan María Vallejo: tenía un pacto con el diablo, le tocaba su hora. Era el principal cómplice del asesino.
- Datos: Q856133